# Splasher
Splasher est un jeu vidéo de plates-formes développé par Splashteam et édité par The Sidekicks, sorti en 2017 sur Windows, Mac, Linux, Nintendo Switch, PlayStation 4 et Xbox One.

## Système de jeu
Splasher est un jeu vidéo de plates-formes 2D, où le joueur incarne un employé d'une grande entreprise de peinture nommé Inkorp. Au fil des 22 niveaux, le héros devra sauver les autres salariés de l'entreprise gérée par un docteur fou.
Le gameplay est rapide et exigeant. Dans une ambiance cartoon, le joueur devra sauter, rebondir, s'accrocher et détruire des ennemis pour sauver le maximum d'employés et ce, le plus vite possible.

## Accueil
- Canard PC : 8/10[1]
- Gamekult : 8/10[2]
- Jeuxvideo.com : 17/20[3]